# Cengage Learning
Cengage Learning (sen'gāj) é uma editora internacional que oferece soluções de aprendizagem adaptadas ao redor do mundo. A editora conta com aproximadamente 5 800 funcionários em 35 países. Sua sede fica em Stamford, Connecticut nos Estados Unidos. No Brasil a matriz fica em São Paulo.

## História
Thomson Learning foi criada depois de uma restruturação da International Thomson Publishing. Alguns anos depois, mais exatamente no dia 25 de Outubro de 2006, foi anunciado que a Thomson Learning seria vendida pela Thomson Corporation, com o um valor estimado em mais de US$5 bilhões. A empresa foi comprada por um consórcio privado formado por Apax Partners e OMERS Capital Partners por US$7.75 bilhões e o nome foi mudado para Cengage Learning em 24 de Julho de 2007.

### Nome
O conceito do nome "Cengage" tem como base "Center of Engagement", que fundamentalmente quer transmitir um compromisso com a pesquisa e o fornecimento de informações e soluções para a educação e aprendizagem. O nome reflete o interesse em promover o compromisso e a melhoria contínua de resultados para todos os clientes.

## A Empresa
A editora desenvolve soluções de aprendizagem adaptadas para estudantes de nível universitário, universidades, professores, centros de pesquisa, entidades governamentais, corporações e profissionais ao redor do mundo. Suas soluções são entregues através de conteúdos especializados, aplicações e serviços que demandam a excelência acadêmica e o desenvolvimento profissional, assim, proporcionando resultados mensuráveis aos clientes. A missão da Cengage Learning é formar o futuro da aprendizagem, entregando consistentemente as melhores soluções de aprendizagem para os estudantes, professores e instituições.

### Linhas de Produtos
A Cengage Learning atua no Brasil com quatro linhas de produtos:
- Cengage Learning para os produtos publicados para ensino superior.
- Heinle Cengage Learning para os produtos voltados ao ensino de idiomas - Inglês e Espanhol.
- GALE Cengage Learning na área de periódicos eletrônicos e obras de referência.
- Milady oferece conteúdo e soluções personalizadas para o mercado profissional e educacional de Beleza.

## Prêmios

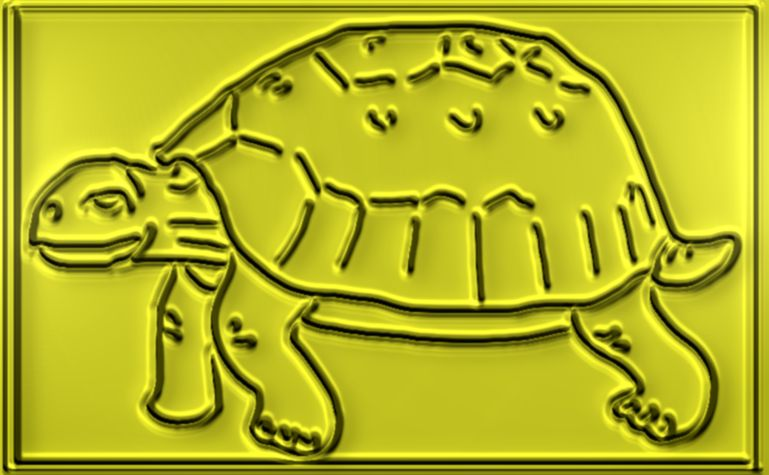
Prêmio Jabuti por André Koehne.

4 de novembro de 2010 - Troféu Cultura Econômica 2010 nas categorias: "Melhor livro de administração" com "Fazendo a Estratégia Acontecer – Fernando Luzio", "Melhor livro de Publicidade e Propaganda" com "O Poder Sugestivo da Publicidade – Roberto Chiachiri", "Melhor livro de Comércio Exterior e Logística" com "Logística Aeroportuária – Hugo Tadeu" e "Melhor Editora".
5 de setembro de 2010 - Prêmio Luiz Beltrão de Ciências da Comunicação 2010 para a autora Lucia Santaella
22 de março de 2010 - Prêmio Excelência Mulher 2010 para Milagros Valderrama - Diretora Geral da Cengage Learning Brasil e Patrícia Larosa - Gerente Editorial da Cengage Learning Brasil
19 de março de 2010 - Empresa Destaque 2009 concedido pela Academia Brasileira de Arte, Cultura e História (ABACH).
1 de outubro de 2009 - Prêmio Jabuti para o livro MAPA DO JOGO premiado na categoria Ciências Exatas, Tecnologia e Informática na 51ª edição do prêmio de literatura mais importante do Brasil.
17 de novembro de 2008 - Melhor Livro de Propaganda pelo Jornal do Comércio de Porto Alegre com o livro "Administração em Publicidade", da autora Marcélia Lupetti.

## Rankings
Baseado na receita bruta de 2009, a Publishers Weekly lançou um artigo no qual a Cengage Learning fica em 11º lugar entre 50 editoras no mundo inteiro, com uma receita de 1.958 bilhões de dólares naquele ano

## Executive management
- Ronald G. Dunn — President & Chief Executive Officer
- Dave Shaffer — Executive Chairman
- Adrian Butler — Executive Vice President, Human Resources
- Ken Carson — General Counsel
- Dean D. Durbin — Chief Financial Officer[7]
- William D. Rieders — Executive Vice President, Global New Media[8]
- Patrick C. Sommers — President, Gale[9]